# Bouville (Eure i Loir)
Bouville és un municipi francès, situat al departament de l'Eure i Loir i a la regió de Centre – Vall del Loira. L'any 2007 tenia 510 habitants.

## Demografia

### Població
El 2007 la població de fet de Bouville era de 510 persones. Hi havia 204 famílies, de les quals 52 eren unipersonals (28 homes vivint sols i 24 dones vivint soles), 68 parelles sense fills, 72 parelles amb fills i 12 famílies monoparentals amb fills.
La població ha evolucionat segons el següent gràfic:
Habitants censats

### Habitatges
El 2007 hi havia 249 habitatges, 205 eren l'habitatge principal de la família, 31 eren segones residències i 13 estaven desocupats. Tots els 248 habitatges eren cases. Dels 205 habitatges principals, 182 estaven ocupats pels seus propietaris, 22 estaven llogats i ocupats pels llogaters i 1 estava cedit a títol gratuït; 1 tenia una cambra, 11 en tenien dues, 31 en tenien tres, 62 en tenien quatre i 100 en tenien cinc o més. 199 habitatges disposaven pel capbaix d'una plaça de pàrquing. A 90 habitatges hi havia un automòbil i a 101 n'hi havia dos o més.

### Piràmide de població
La piràmide de població per edats i sexe el 2009 era:
| Homes | Edats   | Dones |
| ----- | ------- | ----- |
| 0     | 95 o +  | 4     |
| 0     | 90 a 94 | 0     |
| 12    | 85 a 89 | 0     |
| 4     | 80 a 84 | 8     |
| 16    | 75 a 79 | 20    |
| 4     | 70 a 74 | 24    |
| 4     | 65 a 69 | 4     |
| 12    | 60 a 64 | 16    |
| 4     | 55 a 59 | 8     |
| 16    | 50 a 54 | 16    |
| 12    | 45 a 49 | 12    |
| 28    | 40 a 44 | 4     |
| 8     | 35 a 39 | 16    |
| 24    | 30 a 34 | 16    |
| 12    | 25 a 29 | 12    |
| 4     | 20 a 24 | 20    |
| 20    | 15 a 19 | 20    |
| 4     | 10 a 14 | 4     |
| 8     | 5 a 9   | 16    |
| 8     | 0 a 4   | 16    |

## Economia
El 2007 la població en edat de treballar era de 316 persones, 256 eren actives i 60 eren inactives. De les 256 persones actives 237 estaven ocupades (135 homes i 102 dones) i 19 estaven aturades (9 homes i 10 dones). De les 60 persones inactives 17 estaven jubilades, 20 estaven estudiant i 23 estaven classificades com a «altres inactius».

### Ingressos
El 2009 a Bouville hi havia 211 unitats fiscals que integraven 529,5 persones, la mediana anual d'ingressos fiscals per persona era de 18.611 €.

### Activitats econòmiques
Dels 18 establiments que hi havia el 2007, 1 era d'una empresa alimentària, 2 d'empreses de fabricació d'altres productes industrials, 5 d'empreses de construcció, 4 d'empreses de comerç i reparació d'automòbils, 1 d'una empresa de transport, 1 d'una empresa d'hostatgeria i restauració, 2 d'empreses de serveis i 2 d'empreses classificades com a «altres activitats de serveis».
Dels 8 establiments de servei als particulars que hi havia el 2009, 2 eren tallers de reparació d'automòbils i de material agrícola, 1 paleta, 2 lampisteries, 1 electricista, 1 perruqueria i 1 restaurant.
L'any 2000 a Bouville hi havia 28 explotacions agrícoles que ocupaven un total de 2.016 hectàrees.

## Equipaments sanitaris i escolars
El 2009 hi havia una escola elemental.

## Poblacions més properes
El següent diagrama mostra les poblacions més properes.